# 北山郁子
北山 郁子（きたやま いくこ、1926年7月25日 - ）は、愛知県の渥美半島（現在の田原市）において地域医療を展開し、性教育活動や反公害運動に取り組んだ医師（産婦人科医）、社会運動家。「女医の診察室から 渥美半島に生きて」、「生と性、女はたたかう」などの著書のほか、歌人としては個人歌集「鄙の半島」がある。

## 世に出るまで
富山県富山市土居原町に、農民運動家であり後に富山市会議員、社会党選出衆議院議員を歴任した矢後嘉蔵の長女として誕生。1943年に富山県立富山高等女学校を卒業し、東京女子医学専門学校に入学。父が失職し学費を工面できなかったため、1946年、父の友人である林良一・ミツ夫妻の養女となった。翌年、日本共産党に入党。1948年、金沢医科大学附属医学専門学校のインターンとなり、翌1949年には医師国家試験に合格。

## 渥美半島への移住
1949年11月、同じ学校で共にインターンであった北山吉朗と結婚。同年12月には、愛知県渥美郡泉村（現在の田原市）に夫婦で移住。1950年1月に同村内の診療所で内科を開業した。その後、産婦人科医となることを決意、1956年から産婦人科の研修を受け始め、優生保護法指定医師となった。
日本共産党員としては、夫婦共に泉村に隣接する福江町に住む文学者の杉浦明平が指導する党の地方組織（福江細胞）のメンバーとなった。しかし、1960年の安保反対運動に関する路線対立を機に、杉浦明平や夫と共に離党した。
1960年代以降、短歌や随筆などの執筆活動がはじまるが、そのきっかけは1959年、杉浦明平の推薦で短歌結社「未来」に加入したことであった。

## 反公害運動と自然保護の実践
1970年、渥美火力発電所の3、4号機設置をめぐり、「渥美の公害勉強会」が発足し、その代表を務めた。名古屋大学公衆衛生学教室の講師（後に教授）大橋邦和らの協力をえて公害についての知見を広め、温排水や気象の調査を進めた。1972年、同会は『渥美の住民が調べた汚染に関する報告書』を発行する一方で、全国で同様の取り組みを行う団体に呼び掛け、地元での「火力公害反対全国住民運動交流集会」開催と「反火力運動全国連絡会議」結成に至った。有権者の過半数を上回る増設反対署名の提出、二度にわたる町長リコールに成功したが、「漁業補償名目の現金提供などで切り崩しに遭い、町長辞職後の再選挙では敗れた」。1971年に着工予定だった両機は、延期の末1979年に着工となった。1975年に発足された、「汐川干潟を守る会」の活動にも、発起人の一人として関わった。

## 性教育活動の実践
産婦人科医の立場から、性に関する知識やその重要性への認識を高めるための性教育活動に1970年代から取り組みはじめ、渥美郡とその周辺の学校・大学や農協・労組等で性教育に関する講演を行うようになった。また、さまざまな媒体への執筆も行なった。

## 1990年代以降
2007年、夫の吉朗が病没したが、医師としては、2017年の時点でも、孫が引き継いだ診療所で、診療を手伝っている。また、著述家、社会運動家としては、歌集、性教育書等を相次いで刊行し、2008年には、新たに発足した「渥美半島九条の会」の代表世話人となった。

## 著作

### 単著
- 『女医の診察室から—渥美半島に生きて—』 労働教育センター、1985年。
- 『鄙の半島』不識書院、1992年。
- 『少女たちへ―自分のからだと性を知ろう』学事出版、1994年。ISBN 4761903422
- 別所興一編『生と性、女はたたかう—北山郁子著作集』風媒社、2017年。ISBN 9784833153355

### 編著
- 『不敗の農民運動家矢後嘉蔵—生涯と事蹟』刀水書房、2008年。ISBN 9784887083622
- 橘進著『愛の詩集』ゾーオン社、刀水書房、2018年。ISBN 9784887089358

## 関連映像作品
- 潮風の村からーある女性医師の軌跡（2013年、ワーク・イン＜女たちの歴史プロジェクト＞） - 出演